# 다카노코역
다카노코역(일본어: 鷹ノ子駅)은 일본 에히메현 마쓰야마시에 위치한 이요 철도 요코가와라 선의 철도역이다. 역 번호는 IY 16이며, 단선 승강장 1면 1선의 구조를 갖춘 지상역이다.

## 타는 곳
| 1 | ■ 요코가와라 선 | 상행 | 마쓰야마시 방면              |
| 1 | ■ 요코가와라 선 | 하행 | 우메노모토 · 요코가와라 방면 |

## 역 주변
- 다카노코 병원

## 역사
- 1967년 5월 7일 : 개업.
- 1978년 3월 14일 : 건널목 너머로 동쪽에 이전.

## 인접 역
| 이요 철도 요코가와라 선    | 이요 철도 요코가와라 선 | 이요 철도 요코가와라 선      |
| -------------------------- | ----------------------- | ---------------------------- |
| IY 15 구메 마쓰야마시 방면 | ■ 요코가와라 선         | 히라이 IY 17 요코가와라 방면 |